# Bartholomäus Battus

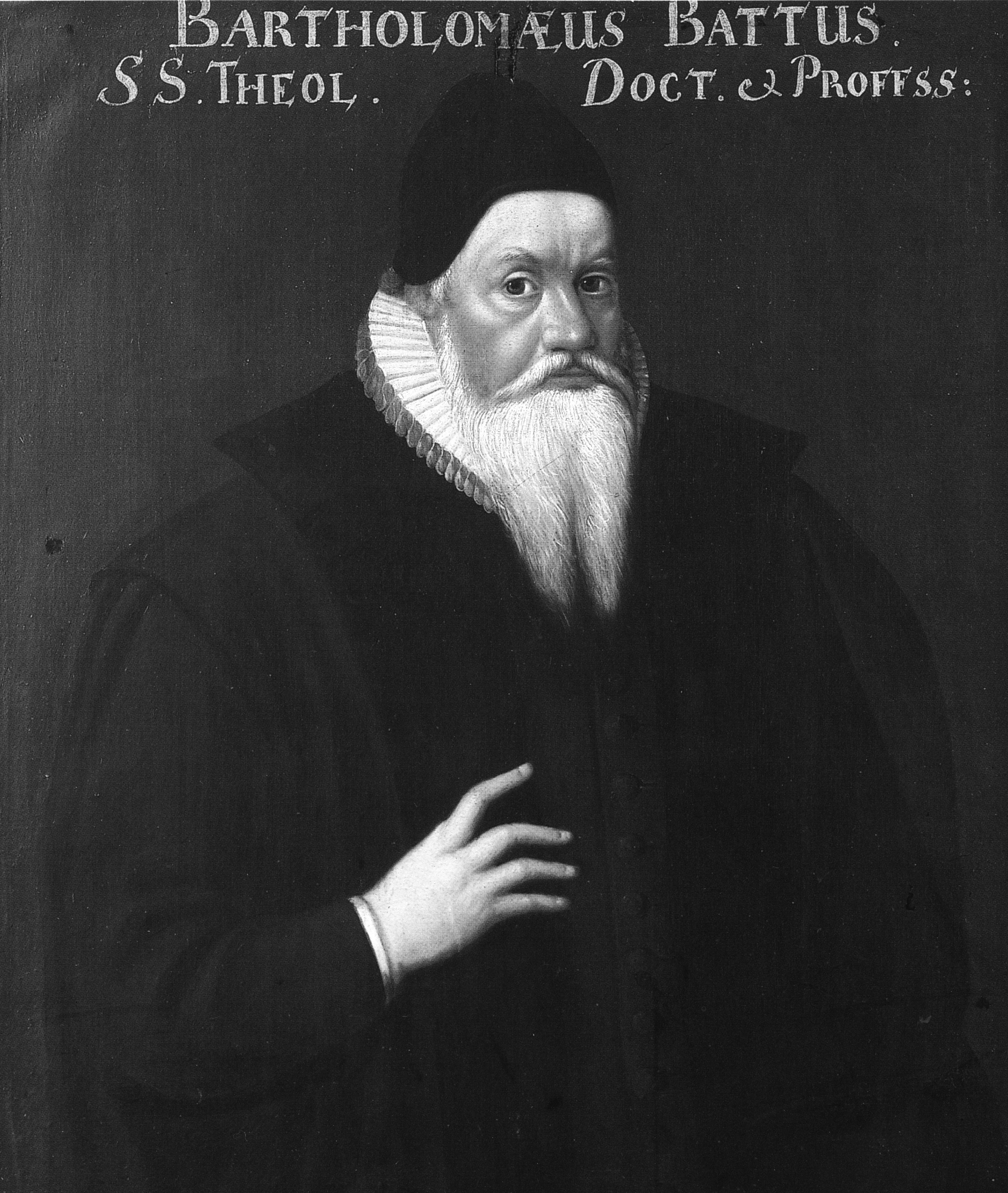
Bartholomäus Battus

Bartholomäus Battus (* 10. September 1571 in Hamburg; † 3. November 1637 in Greifswald) war ein deutscher evangelischer Theologe.

## Leben
Battus entstammte einer Familie, die aus Aalst nach Deutschland aufgrund ihres evangelischen Glaubens vertrieben wurde. Sein Vater Hans Batte war Kaufmann in Hamburg und hatte sich mit Maria Kraker verheiratet. Battus sollte erst Kaufmann werden und hatte dazu die Schreibschule seiner Heimatstadt besucht. In seinem neunten Lebensjahr bezog er unter dem Rektor Werner Rolfinck der Ältere die Gelehrtenschule des Johanneums seiner Vaterstadt. Im Februar 1590 begann Battus ein Studium der Philosophie und der orientalischen Sprachen an der Universität Rostock. Nebenher studierte er Theologie bei David Chyträus, Lucas Bacmeister und David Lobech. 1594 promovierte er unter dem Dekanat von Konrad Pegel zum Magister der Philosophie. Daraufhin wechselte er für anderthalb Jahre an die Universität Wittenberg, unternahm dabei eine Reise nach Oberdeutschland und kehrte 1596 als Gelehrter Theologe nach Rostock zurück.
Bogislaw XIII. von Pommern berief ihn 1597 als Professor für Logik an die Universität Greifswald, wo er 1599 als Professor der Theologie die Nachfolge von Matthias Flegius antrat. Damit übernahm er das Amt des Pastors an der St. Jacobikirche. Nach seiner theologischen Doktorpromotion 1600 unter Friedrich Runge wurde er fünfmal Rektor der Alma Mater. Als Theologe und akademischer Lehrer hat er sein Amt 44 Jahre lang verwaltet und eine Reihe exegetischer und dogmatischer Schriften verfasst.

## Familie
Battus war zweimal verheiratet. Seine erste Ehe schloss er 1597 mit Emerentia († 1623), der Tochter des Greifswalder Ratsherrn Joachim Schwartze. Aus dieser Ehe gingen zwei Söhne und zwei Töchter hervor. Von diesen kennt man:
- Joannes Batte Handelsmann in Stralsund verh. mit Elisabeth Geelhar
- Mag. Abraham Battus Professor für Logik und Metaphysik an der Universität Greifswald verh. mit Anna, die Tochter des Ratsherrn Joachim Erich
- Elisabeth Batte verh. mit dem Sekretär der Universität und des Greifswalder Konsistoriums Michael Canutus (Cnut)
- Emerentia Batte verh. mit dem Pastor in Kentz und Diwitz Thimotheus Mertzahn

Seine zweite Ehe schloss er 1624 mit Judit Parow (* 13. Juni 1588 in Stralsund; † 8. Oktober 1638 in Greifswald), der Tochter des Stralsunder Handelsmannes Johann Parow und dessen Frau Gertrud Wessel. Die Ehe blieb kinderlos.